# THE ORIGINAL (DJ PMXのアルバム)
『THE ORIGINAL』（ザ・オリジナル）は、DJ PMXのリーダー・アルバム。

## 解説
- ミックスCD『LOCOHAMA CRUSING』のセールスが好評だったのを受けて発売された自身初のリーダー・アルバム[1]。"夏に聴ける新しいナターシャウェッサイ・サウンド"をテーマに制作された。DJ PMXが全曲プロデュースを手掛け、日本のヒップホップミュージシャン、R&Bシンガーら総勢30組が参加している。
- 新しいサウンドをテーマにしたのは、自身が所属するDS455のサウンドと決別するためとインタビューで述べている。
- 参加しているミュージシャンはラッパーが多く占めるが、サビをキャッチーなものにしたいという理由から女性R&Bシンガーも何名か参加している。R&Bシンガーの選考には、J-POPよりのシンガーより、洋楽的なアプローチが出来ながらもキャッチーさがあるシンガーを基準にしたと述べている。
- アルバムのタイトルは、日本でウェッサイを始めたオリジネーターだからというのと、オリジナルという重みのあるシンプルな一言で自分を表現することができるからというのが理由でつけられた。
- CD EXTRAには「Miss Luxury (P.V. Version) feat. MACCHO (OZROSAURUS), GIPPER, KOZ, HI-D, Foxxi misQ」のビデオ・クリップが収録されている。
- DJ PMXとMummy-Dとの共演はRHYMESTERのファーストアルバム『俺に言わせりゃ』以来15年ぶりである。

## 収録曲
1. Intro ( THE ORIGINAL ) feat. KOZ(1:15)
2. Stay By My Side feat. DAZZLE 4 LIFE (3:30)
3. Miss Luxury feat. HI-D, GIPPER(4:02)
ボーナス・トラックには、この楽曲のP.V. Versionが収録されている。
4. Try So Hard feat. AK-69, May J. (3:36)
5. Skit feat. ONE-G(0:55)
6. Recollection ( 80’s Night ) feat. PHOBIA OF THUG, JAMOSA(4:17)
7. Look At Me feat. MACCHO (OZROSAURUS), BIG RON, KOZ, SAY(4:15)
8. 4:20 feat. MACCHO (OZROSAURUS) (2:23)
9. Keep On Rollin’ feat. DESTINO, Mr.Low-D, Iz (3:10)
10. My Baby Girl feat. FINGAZZ, EL LATINO(4:18)
11. Seaside Lover feat. BIGIz’ MAFIA, ZANG HAOZI, SHIN TAI(3:27)
12. Reason ( This is why we rap ) feat. ZEEBRA, Mummy-D, MACCHO (OZROSAURUS)(5:16)
13. Footprint feat. TWO-J, Iz, KSKtheONE (3:46)
14. Just Another Day feat. 青山テルマ, Kayzabro (4:40)
15. 4 My City feat. AK-69, HOKT, RICHEE, HIRO of LGYankees & BIGIz’ MAFIA(5:21) 
2011年8月、本曲の続編となる「4 My City II」が配信でリリースされた[2]。
16. Turn Off Tha Lights feat. BIG RON, MACCHO (OZROSAURUS), KOZ (4:10)
17. Last Mail feat. HYENA, SAY(4:32)
18. Outro feat. Lil Tintin' (0:49)
19. Pubb’s Groove Ⅴ(1:54)

### Bonus Track
1. Miss Luxury (P.V. Version) feat. MACCHO (OZROSAURUS), GIPPER, KOZ, HI-D, Foxxi misQ(4:22)
3曲目の別バージョンとして、MACCHO、KOZ、Foxxi misQが新たに参加。
2025年、YZERRがカバーした「Miss Luxury feat. LANA, JP THE WAVY & ¥ellow Bucks」がアルバム『Dark Hero』に収録された。カバーされたもののプロデュースもDJ PMXが担当した[3]。

## 参加ミュージシャン
- 青山テルマ
- AK-69
- BIGIz’MAFIA
- SHIN TAI
- ZANG HAOZI
- BIG RON
- DAZZLE 4 LIFE
- DESTINO
- EL LATINO
- FINGAZZ
- Foxxi misQ
- GIPPER
- HI-D
- HIRO of LGYankees
- HOKT
- HYENA
- Iz
- JAMOSA
- Kayzabro
- KOZ
- KSKtheONE
- MACCHO (OZROSAURUS)
- May J.
- Mr.Low-D
- Mummy-D
- ONE-G
- PHOBIA OF THUG
- RICHEE
- SAY
- TWO-J
- ZEEBRA